# Jamie Lee Curtis

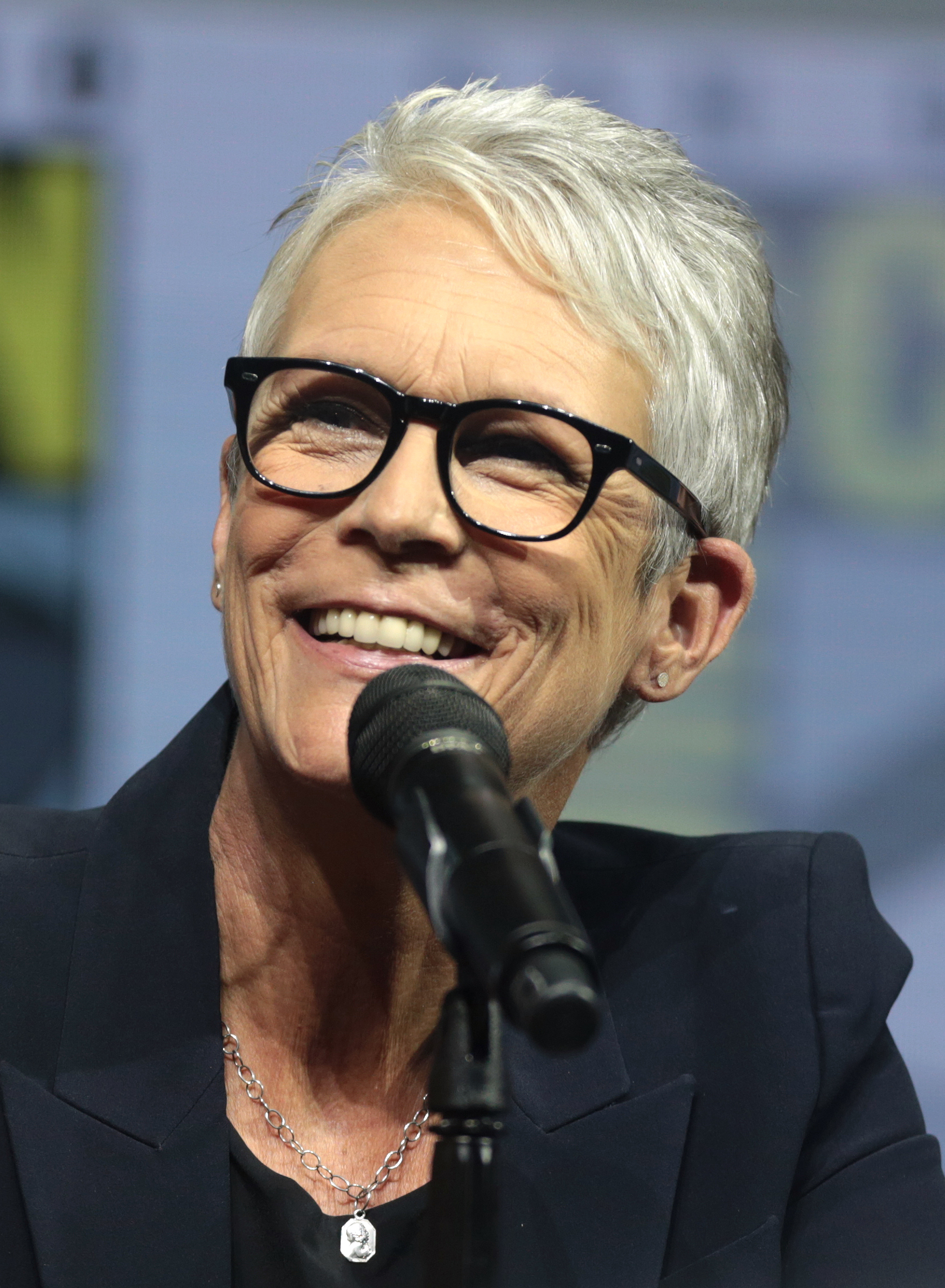
Jamie Lee Curtis auf der Comic-Con 2018

Jamie Lee Curtis, Baroness Haden-Guest (* 22. November 1958 in Los Angeles, Kalifornien), ist eine US-amerikanische Schauspielerin und Autorin von Kinderbüchern. Durch Filme wie Halloween – Die Nacht des Grauens, The Fog, Die Glücksritter, Ein Fisch namens Wanda und True Lies erreichte sie seit den späten 1970er-Jahren Berühmtheit. 2023 gewann sie den Oscar als beste Nebendarstellerin für ihre Rolle im Fantasy-Abenteuerfilm Everything Everywhere All at Once.

## Leben
Jamie Lee Curtis ist die Tochter von Tony Curtis und Janet Leigh. Sie ist die Schwester von Kelly Curtis und die Halbschwester von Alexandra und Allegra Curtis aus Tony Curtis’ Ehe mit Christine Kaufmann. Seit 1984 ist sie mit dem Schauspieler Christopher Guest (5. Baron Haden-Guest) verheiratet. Seit dem Tod ihres Schwiegervaters im Jahr 1996 trägt Curtis den Höflichkeitstitel Lady Haden-Guest. Zudem ist sie Patentante des Schauspielers Jake Gyllenhaal.
Ihren ersten Fernsehauftritt hatte sie in der Folge Todessymphonie der Fernsehserie Columbo als Kellnerin. Ihre erste größere Rolle in einer Fernsehserie erhielt sie 1977 in Unternehmen Petticoat als Lt. Barbara Duran. Ihre erste Filmrolle hatte sie im ersten Teil der Halloween-Reihe von John Carpenter; dort spielte sie die Hauptrolle der Laurie Strode und wurde anschließend als Scream-Queen weltberühmt. In zahlreichen Horrorfilmen der späten 1970er- und frühen 1980er-Jahre ist sie als verfolgte Heldin zu sehen, die schrille Schreckensschreie ausstößt.
In dem kanadischen Horrorfilm Prom Night – Die Nacht des Schlächters erhielt sie die nächste Hauptrolle; an der Seite von Leslie Nielsen verkörperte sie dort ebenfalls die Scream-Queen. Im selben Jahr war sie bei den Saturn Awards als beste Darstellerin nominiert. Sie stand auch beim Regiedebüt von Roger Spottiswoode, dem 1979 gedrehten Film Monster im Nachtexpreß, in dem auch David Copperfield zu sehen ist, vor der Kamera.

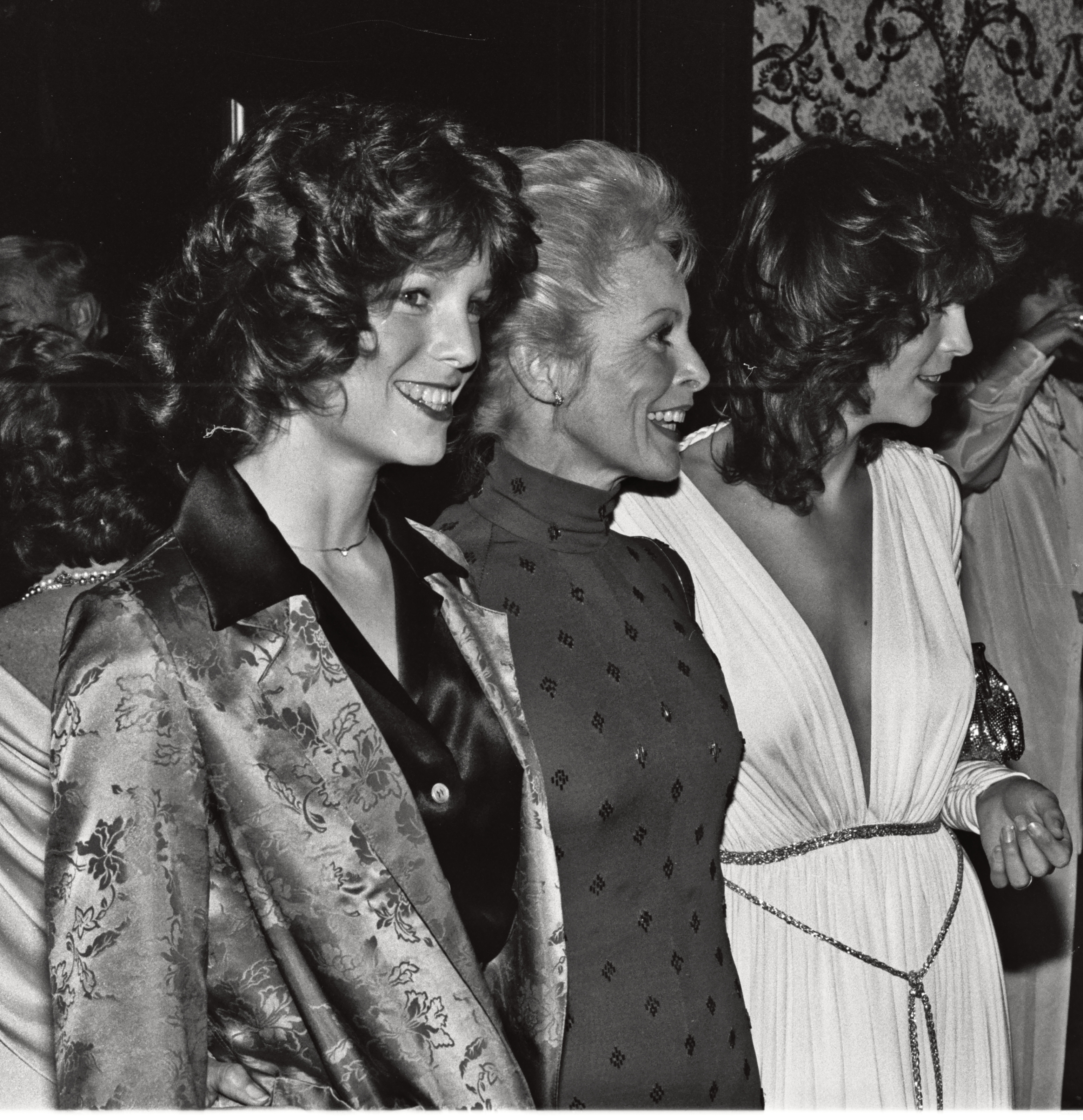
Jamie Lee (rechts) mit Mutter Janet Leigh und Schwester Kelly Curtis, 1979

1980 spielte sie in The Fog abermals eine Hauptrolle, als Elizabeth Solley unter der Regie von John Carpenter, der zusammen mit Debra Hill auch das Drehbuch schrieb. Ein Jahr später sah man Curtis als Darstellerin neben Stacy Keach in Truck Driver von Regisseur Richard Franklin. Für die Fortsetzung von Halloween schrieben Debra Hill und John Carpenter wiederum das Drehbuch, das von Rick Rosenthal mit Curtis als Laurie Strode umgesetzt wurde.
1983 gelang es Curtis, sich vom Image der „Scream-Queen“ zu lösen und sich als Komödiantin und Charakterdarstellerin zu etablieren. In der Komödie Die Glücksritter sah man sie als die Prostituierte Ophelia. Für ihre Nebenrolle erhielt sie den British Academy Film Award (BAFTA Award) als beste Nebendarstellerin. Bis Mitte der 1990er-Jahre war sie in zahlreichen Kinohits zu sehen, sie zählte zu den erfolgreichsten weiblichen Hollywoodstars dieser Zeit. In den 1980er-Jahren erhielt sie zeitweilig den Beinamen „The Body“.
1985 spielte sie in dem Filmdrama Perfect eine Aerobiclehrerin an der Seite von John Travolta. Neben Ray Liotta (als Eugene Luciano) und Tom Hulce (als Dominick Luciano) sah man Curtis in dem Film Dominick & Eugene. 1988 war sie neben John Cleese und Kevin Kline zu sehen, in der Komödie Ein Fisch namens Wanda in der titelgebenden Rolle der Juwelendiebin Wanda, die den Männern den Kopf verdreht und sie trickreich für ihre Zwecke manipuliert. Der Film avancierte zu einem weltweiten Hit und zu einem Klassiker der Filmkomödie. Für ihre schauspielerische Leistung war Curtis bei den Globes und den BAFTA Awards jeweils als beste Hauptdarstellerin nominiert.
In My Girl und der Fortsetzung My Girl 2 spielte sie ebenfalls mit. Im zweiten Teil übernahm sie die Rolle der Stiefmutter von Anna Chlumsky und war die Ehefrau von Dan Aykroyd; im ersten Film wirkte außerdem Macaulay Culkin mit. Curtis sah man als vermögende Frau neben Kevin Bacon und John Malkovich in dem 1991 erschienenen Film Geboren in Queens. In Forever Young von Steve Miner erhielt sie die Hauptrolle der Claire Cooper, Mutter von Nat Cooper (verkörpert durch Elijah Wood), der den Testpiloten Daniel McCormick (dargestellt von Mel Gibson) aus einem 50-jährigen Kälteschlaf holt.
Als Rechtsanwaltsfachangestellte und Ehefrau des Agenten Harry Tasker (gespielt von Arnold Schwarzenegger) wirkte sie in True Lies – Wahre Lügen von James Cameron mit. Für diese Nebenrolle in der Actionkomödie erhielt sie eine Nominierung bei den Screen Actors Guild Awards und wurde mit einem Golden Globe, einem Saturn- und einem American Comedy Award ausgezeichnet.

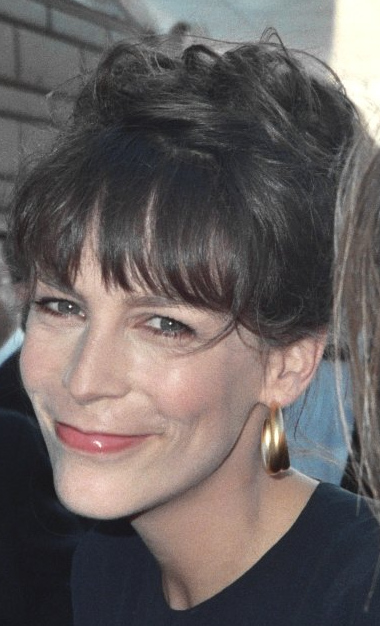
Jamie Lee Curtis 1989

Mit John Cleese und Kevin Kline stand sie 1996 ein weiteres Mal vor der Kamera, als Willa Weston in dem Film Wilde Kreaturen, der zahlreiche Anspielungen auf Ein Fisch namens Wanda enthält, aber nicht an den Erfolg des Vorgängerfilms anknüpfen konnte. Zwanzig Jahre nach ihrem Durchbruch verkörperte sie ein weiteres Mal Laurie Strode in Halloween H20, die mittlerweile als Schuldirektorin und Mutter von John Strode (Josh Hartnett) unter neuem Namen in Kalifornien lebt. Dort wird sie mit ihrem Bruder, dem Serienkiller Michael Myers konfrontiert, den sie am Ende des Films besiegt. Dafür erhielt sie eine Nominierung bei den Saturn Awards und als „Lieblingsdarstellerin in einem Horrorfilm“ bei den Blockbuster Awards; LL Cool J, Michelle Williams, Jodi Lyn O’Keefe und Curtis’ Mutter Janet Leigh wirkten bei Steve Miners Werk ebenfalls mit. Im selben Jahr folgten die Filme Virus – Schiff ohne Wiederkehr mit William Baldwin und Donald Sutherland und Homegrown von Stephen Gyllenhaal.
In der Krimikomödie Der Fall Mona spielte sie neben Danny DeVito, Casey Affleck, Bette Midler und Neve Campbell. 2001 verkörperte Curtis Louisa Pendel, die Ehefrau des Schneiders Harold Pendel (Geoffrey Rush) und Mutter von Mark (Daniel Radcliffe), die sich mit dem britischen Spion Andrew Osnard (Pierce Brosnan) in dem Film Der Schneider von Panama von John Boorman anfreunden. Im selben Jahr folgte Daddy and Them, in dem sie mit Ben Affleck ein verheiratetes Rechtsanwaltsehepaar spielte; an deren Seite sah man Laura Dern, Billy Bob Thornton und Kelly Preston. 2002 verkörperte sie erneut die Rolle der Laurie Strode in der Halloween-Fortsetzung Halloween: Resurrection, in der sie am Beginn von ihrem immer noch lebenden Bruder Michael Myers vom Dach eines Sanatoriums geworfen wird und dabei ums Leben kommt.
Mit Lindsay Lohan erhielt sie eine Hauptrolle als Tess Coleman in der Filmkomödie Freaky Friday von Regisseur Mark Waters. Dafür war sie bei den Saturn Awards, den Golden Globe Awards und den Satellite Awards erneut als beste Hauptdarstellerin nominiert. 2004 spielte sie die Ehefrau von Tim Allen, die in dem Film Verrückte Weihnachten das Weihnachtsfest ausfallen lassen wollen, weil ihre Tochter Blair (Julie Gonzalo) dem Friedenscorps beigetreten und deshalb nicht zu Hause ist. Dan Aykroyd und M. Emmet Walsh sind in dem Film als Nachbarn zu sehen. In der Komödie The Kid & I taucht sie zusammen mit Arnold Schwarzenegger am Ende des Films auf, um Tom Arnold als Bill Williams zu überraschen, der zusammen mit ihr und Schwarzenegger in True Lies mitwirkte. 2008 verkörperte Curtis unter der Regie von Raja Gosnell in einer Nebenrolle Tante Vivian Ashe, die Hundebesitzerin von Chihuahua-Dame Chloe (gesprochen von Drew Barrymore). In dem Film von Andy Fickman Du schon wieder verkörpert sie die Mutter von Kristen Bell und Rivalin von Sigourney Weaver, die wiederum die Tante von Odette Yustman (Erzrivalin der Tochter) spielt. Nach 2010 folgten vermehrt Fernsehproduktionen. So war sie in New Girl als Mutter von Zooey Deschanel zu sehen.
2018 war sie im neuen Teil der Halloween-Reihe erneut in der Rolle der Laurie Strode zu sehen. Sie übernahm die Rolle auch in den Fortsetzungen Halloween Kills (2021) und Halloween Ends (2022). Ihr Auftritt als exzentrische Steuerfahnderin Deirdre Beaubeirdre in dem gefeierten Fantasy-Abenteuerfilm Everything Everywhere All at Once (2022) brachte ihr im Jahr 2023 einen Oscar und eine Nominierung für den Golden Globe Award ein.
1987 reichte Curtis beim US-Patentamt ein Patent für eine Wegwerfwindel mit eingebauter Tasche ein, das später die Patentnummer 4.753.647 erhielt. Die wasserdichte Tasche auf der Vorderseite enthielt Feuchttücher, die mit einer Hand herausgenommen und verwendet werden konnten. Curtis verweigerte die Vermarktung ihrer Erfindung, bis Firmen anfangen würden, biologisch abbaubare Windeln zu verkaufen. Das Patent lief 2007 ab.
Neben ihrer Arbeit als Schauspielerin ist Curtis seit 1993 auch als Autorin von Kinderbüchern erfolgreich. Sie und ihr Mann haben zwei Kinder adoptiert. Eines der Kinder hat sich 2020 als transgender geoutet und trägt nunmehr den Namen Ruby Guest. Nach dem Gewinn des Oscars 2023 gab Curtis bekannt, ihre Trophäe mit den im Englischen geschlechtsneutralen Pronomen „they/them“ zu bezeichnen. Sie verstehe dieses Zeichen als Unterstützung für Ruby.

## Filmografie (Auswahl)
- 1977: Quincy (Quincy, M. E., Fernsehserie, Folge 2x04: Willkommen im Paradies)
- 1977: Columbo: Todessymphonie (The Bye-Bye Sky High IQ Murder Case, Fernsehreihe)
- 1977: Unternehmen Petticoat (Operation Petticoat – Life in the Pink, Fernsehserie, 23 Folgen)
- 1978: Drei Engel für Charlie (Charlie’s Angels, Fernsehserie, Folge 3x06: Nur Verlierer müssen gewinnen)
- 1978: Halloween – Die Nacht des Grauens (Halloween)
- 1979: Buck Rogers (Fernsehserie, Episode 9 Ein tödliches Wagnis, Orig.: Unchained Woman)
- 1980: Monster im Nachtexpreß (Terror Train)
- 1980: Prom Night – Die Nacht des Schlächters (Prom Night)
- 1980: The Fog – Nebel des Grauens (John Carpenter’s The Fog)
- 1981: Truck Driver (Roadgames)
- 1981: Halloween II – Das Grauen kehrt zurück (Halloween II)
- 1983: Die Glücksritter (Trading Places)
- 1983: Hörig (Love Letters)
- 1984: Speedway Trio (Grandview, U.S.A)
- 1985: Perfect
- 1987: Schweigende Stimmen (Amazing Grace and Chuck)
- 1987: A Man in Love (Un homme amoureux)
- 1988: Dominick & Eugene (Dominick and Eugene)
- 1988: Ein Fisch namens Wanda (A Fish Called Wanda)
- 1989–1992: Alles außer Liebe (Anything but Love, Fernsehserie, 56 Folgen)
- 1990: Blue Steel
- 1991: My Girl – Meine erste Liebe (My Girl)
- 1991: Geboren in Queens (Queens Logic)
- 1992: Forever Young
- 1993: My Girl 2 – Meine große Liebe (My Girl II)
- 1994: Tödliche Absichten (Mother’s Boys)
- 1994: True Lies – Wahre Lügen (True Lies)
- 1996: Hausarrest (House Arrest)
- 1996: Verlorene Träume (The Heidi Chronicles, Fernsehfilm)
- 1996: Wilde Kreaturen (Fierce Creatures)
- 1997: Nicholas – Ein Kinderherz lebt weiter (Nicholas’ Gift, Fernsehfilm)
- 1998: Homegrown
- 1998: Halloween H20 (Halloween H20: Twenty Years Later, alternativ: Halloween H20: 20 Jahre später)
- 1999: Virus – Schiff ohne Wiederkehr (Virus)
- 2000: Der Fall Mona (Drowning Mona)
- 2000: Schweine nebenan (Pigs Next Door, Fernsehserie, Folge 1x01, Stimme)
- 2001: Der Schneider von Panama (The Tailor of Panama)
- 2001: Daddy and them – Durchgeknallt in Arkansas (Daddy and Them)
- 2002: Halloween: Resurrection
- 2003: Freaky Friday – Ein voll verrückter Freitag (Freaky Friday)
- 2004: Verrückte Weihnachten (Christmas with the Kranks)
- 2005: The Kid & I
- 2008: Beverly Hills Chihuahua
- 2010: Du schon wieder (You Again)
- 2012: Navy CIS (NCIS, Fernsehserie, 5 Folgen)
- 2012: 8 (8, the Play)
- 2012–2018: New Girl (Fernsehserie, 6 Folgen)
- 2014: Veronica Mars
- 2015: Spare Parts
- 2015–2016: Scream Queens (Fernsehserie, 23 Folgen)
- 2018: Halloween
- 2019: Knives Out – Mord ist Familiensache (Knives Out)
- 2021: Halloween Kills
- 2022: Everything Everywhere All at Once
- 2022: Halloween Ends
- 2023: Geistervilla (Haunted Mansion)
- 2023: The Bear: King of the Kitchen (Fernsehserie)
- 2024: Borderlands
- 2024: The Last Showgirl
- 2025: Star Trek: Sektion 31
- 2025: Freakier Friday

## Auszeichnungen
Oscar
- 2023: Beste Nebendarstellerin für Everything Everywhere All at Once

Golden Globe Award
- 1989: Nominierung als beste Hauptdarstellerin – Musical/Komödie für Ein Fisch namens Wanda
- 1990: Beste Serien-Hauptdarstellerin – Musical/Komödie für Alles außer Liebe
- 1992: Nominierung als beste Serien-Hauptdarstellerin – Musical/Komödie für Alles außer Liebe
- 1995: Beste Hauptdarstellerin – Musical/Komödie für True Lies – Wahre Lügen
- 1996: Nominierung als beste Hauptdarstellerin – Mini-Serie oder Fernsehfilm für Verlorene Träume
- 2004: Nominierung als beste Hauptdarstellerin – Komödie/Musical für Freaky Friday – Ein voll verrückter Freitag
- 2016: Nominierung als beste Serien-Hauptdarstellerin – Musical/Komödie für Scream Queens
- 2023: Nominierung als beste Nebendarstellerin für Everything Everywhere All at Once

British Academy Film Award
- 1984: Beste Nebendarstellerin für Die Glücksritter
- 1989: Nominierung als beste Hauptdarstellerin für Ein Fisch namens Wanda
- 2023: Nominierung als beste Nebendarstellerin für Everything Everywhere All at Once
- 2025: Nominierung als beste Nebendarstellerin für The Last Showgirl

Emmy
- 1998: Nominierung als beste Hauptdarstellerin in einer Miniserie oder Fernsehfilm für Nicholas – Ein Kinderherz lebt weiter
- 2024: Beste Gastdarstellerin in einer Comedyserie für The Bear: King of the Kitchen

Independent Spirit Award
- 2023: Nominierung als beste Nebendarstellerin für Everything Everywhere All at Once

Screen Actors Guild Award
- 1995: Nominierung als beste Nebendarstellerin für True Lies – Wahre Lügen
- 2023: Beste Nebendarstellerin für Everything Everywhere All at Once
- 2023: Bestes Schauspielensemble in einem Film (mit James Hong, Stephanie Hsu, Ke Huy Quan, Harry Shum junior, Jenny Slate und Michelle Yeoh) für Everything Everywhere All at Once
- 2025: Nominierung als Beste Nebendarstellerin für The Last Showgirl

Jupiter
- 1986: Beste Darstellerin

American Comedy Award
- 1995: Beste Darstellerin in einer Komödie für True Lies – Wahre Lügen

Sonstige
- 1998: Stern auf dem Hollywood Walk of Fame
- 2021: Goldener Löwe als Ehrenpreis für das Lebenswerk der Filmfestspiele von Venedig[8]
- 2024: Auszeichnung als Disney Legend[9]
- Im August 2024 erhielt Jamie Lee Curtis vom American Film Institute die Ehrendoktorwürde verliehen. Als Laudator agierte der Regisseur John Carpenter.[10][11]

## Bibliografie
Zusammen mit der Illustratorin Laura Cornell veröffentlichte Curtis eine Reihe von Kinderbüchern.
- 1993: When I Was Little: A Four-Year-Old’s Memoir of Her Youth
- 1996: Tell Me Again About the Night I Was Born
- 1998: Today I Feel Silly: And Other Moods That Make My Day
- 2000: Where Do Balloons Go? An Uplifting Mystery
- 2002: I’m Gonna Like Me: Letting Off a Little Self-Esteem (Nr. 1 der Bestsellerliste der New York Times)
- 2004: It’s Hard to Be Five: Learning How to Work My Control Panel (Nr. 2 der Bestsellerliste der New York Times)
- 2006: Is There Really A Human Race? (Nr. 1 der Bestsellerliste der New York Times)
- 2008: Big Words For Little People